# アイネクライネナハトムジーク (小説)
『アイネクライネナハトムジーク』（Eine kleine Nachtmusik） は、伊坂幸太郎による日本の小説。
6作品が収録されており、それぞれの物語が緻密な計算によってつながっており、連作短編集となっている。また、タイトルの『アイネクライネナハトムジーク』は、オーストリアの音楽家ヴォルフガング・アマデウス・モーツァルトの同名楽曲から採られており、「アイネ（ある）クライネ（小さな）ナハト（夜の）ムジーク（曲）」という意味がある。

## あらすじ
- アイネクライネ
- ライトヘビー
- ドクメンタ
- ルックスライク
- メイクアップ
- ナハトムジーク

## 主な登場人物
佐藤（さとう）
27歳でマーケットリサーチの会社で働いている。一真、由美とは大学時代の同級生。
登場作品：「アイネクライネ」・「ドクメンタ」・「ナハトムジーク」
織田一真（おだ かずま）
佐藤の大学の同級生で、由美の夫。適当な性格で、独特な考えを持っている。
登場作品：「アイネクライネ」・「ルックスライク」・「ナハトムジーク」
織田由美（おだ ゆみ）
自他共に認める美人で、一真の妻。美奈子とは高校時代の同級生である。
登場作品：「アイネクライネ」・「ルックスライク」・「ナハトムジーク」
織田美緒（おだ みお）
一真と由美の娘。母親譲りの美人顔で男子からの注目が絶えない。和人・亜美子は高校の同級生。
登場作品：「ルックスライク」・「ナハトムジーク」
美奈子（みなこ）
美容師として働いていて、常連の香澄とは仲が良い。
登場作品：「ライトヘビー」・「ナハトムジーク」
板橋香澄（いたばし かすみ）
美奈子の勤める美容院の常連。
登場作品：「ライトヘビー」・「ナハトムジーク」
小野学（おの まなぶ）
香澄の弟。
登場作品：「ライトヘビー」・「ナハトムジーク」

## 書籍情報
- 単行本：2014年9月発行、幻冬舎刊、ISBN 978-4344026292
- 文庫本：2017年8月発行、幻冬舎文庫刊、ISBN 978-4344426313

## 評価
2015年本屋大賞（第12回）にノミネートされ、第9位。伊坂の同賞ノミネートは8度目（第1回の『アヒルと鴨のコインロッカー』、第2回の『チルドレン』、第3回の『死神の精度』および『魔王』、第4回の『終末のフール』、第5回の『ゴールデンスランバー』、第6回の『モダンタイムス』につづき）。同年には阿部和重との共作『キャプテンサンダーボルト』もノミネートされた（第8位）。

## 漫画
幻冬舎コミックスのWebサイト『デンシバーズ』（現在の『comicブースト』）にて2018年10月19日より2019年8月9日までコミカライズが連載された。作画はいくえみ綾。単行本はバーズコミックススペシャルから上下巻が発売された。
1. 上、2019年6月24日発売、ISBN 978-4-3448-4467-4
2. 下、2019年8月24日発売、ISBN 978-4-3448-4497-1

## 映画
今泉力哉監督、三浦春馬主演で映画化。2019年9月20日公開。
オール仙台ロケで撮影される。

### キャスト
- 佐藤：三浦春馬
- 本間紗季：多部未華子[6]
- 織田一真：矢本悠馬
- 織田由美：森絵梨佳
- 織田美緒：恒松祐里（6歳期：細淵夏菜）
- 久留米和人：萩原利久
- ウィンストン小野：成田瑛基
- 亜美子：八木優希（6歳期：丸山陽詩）
- 斉藤：こだまたいち
- 板橋香澄：MEGUMI
- 久留米邦彦：柳憂怜
- 久留米マリ子：濱田マリ
- 青年：藤原季節
- 少年：中川翼
- 女子高生：祷キララ
- 課長：才勝
- 若手社員：大下ヒロト
- セコンド：伊達みきお（サンドウィッチマン）
- セコンド：富澤たけし（サンドウィッチマン）
- 美奈子：貫地谷しほり
- 藤間：原田泰造
- 澁谷果歩、星空もあ、窪田ちふみ、矢野武、若林健治、染谷恵二、岩崎心平、熊谷博之、松本龍、糸井文菜 ほか

### スタッフ
- 原作：伊坂幸太郎『アイネクライネナハトムジーク』（幻冬舎文庫）
- 監督：今泉力哉
- 脚本：鈴木謙一
- 音楽：斉藤和義
- 主題歌：斉藤和義「小さな夜」（スピードスターレコーズ）[7]
- 製作：依田巽、畠中達郎、見城徹、佐竹一美、一力雅彦、佐藤吉雄
- エグゼクティブプロデューサー：小竹里美、千葉伸大
- プロデューサー：宇田川寧、遠藤日登思、松下剛
- ラインプロデューサー：田口雄介
- 撮影：月永雄太
- 照明：藤井勇
- 録音：山本タカアキ
- 美術：松本知恵
- 衣装：田中亜由美
- ヘアメイク：寺沢ルミ
- VFXスーパーバイザー：小坂一順
- 音響効果：勝亦さくら
- スクリプター：大西暁子
- ボクシング指導：松浦慎一郎
- 音楽コーディネート：杉田寿宏
- 編集：相良直一郎
- キャスティング：日比恵子
- 助監督：中里洋一
- 制作担当：斉藤大和
- 協力：スピードスターレコーズ
- 撮影協力：仙台市、せんだい・宮城フィルムコミッション
- 配給：ギャガ
- 製作プロダクション：ダブ
- 製作：映画「アイネクライネナハトムジーク」製作委員会（ギャガ、アミューズ、幻冬舎、ダブ、河北新報社、東日本放送）